# Alchemilla paupercula
Alchemilla paupercula är en rosväxtart som beskrevs av S.E. Fröhner. Alchemilla paupercula ingår i släktet daggkåpor, och familjen rosväxter. Inga underarter finns listade i Catalogue of Life.